# Paolo Orsi

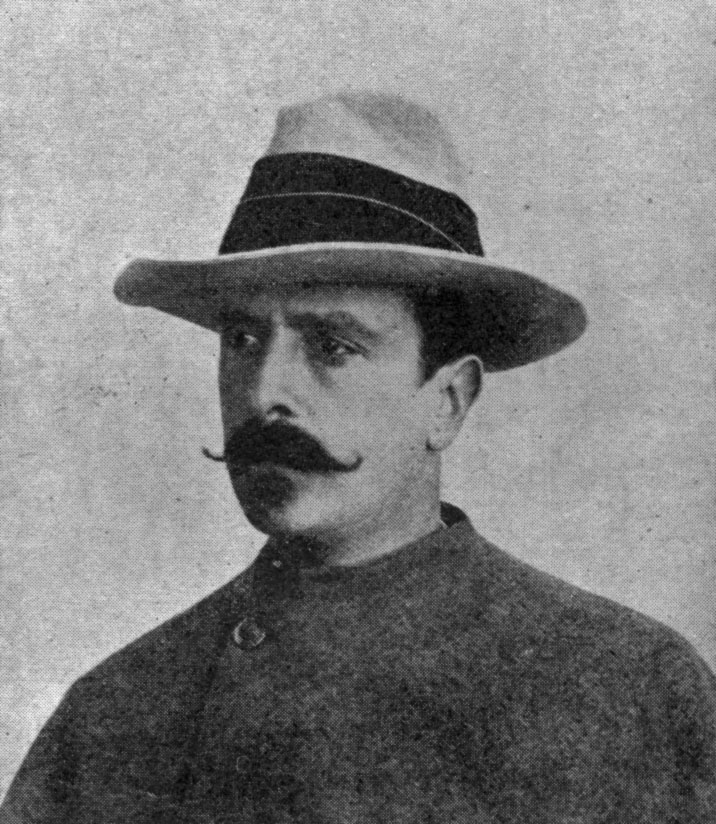
Paolo Orsi 1898

Paolo Orsi, getauft als Pietropaolo Giorgio Cesare Maria Orsi, (* 17. Oktober 1859 in Rovereto, Kaisertum Österreich; † 8. November 1935 ebenda) war einer der bedeutendsten Prähistoriker und Klassischen Archäologen Italiens.

## Leben
Paolo Orsi war das siebte von acht Kindern des Kaufmanns Pietro Orsi und dessen Frau Maria Keppler. Orsi wuchs in einer wohlhabenden Familie auf, die mit den nationalstaatlichen Ideen Mazzinis offen sympathisierte und die auch Paolo Orsi, trotz des frühen Todes seines Vaters, Paolo war zu dem Zeitpunkt drei Jahre alt, in seinem weiteren Lebenslauf prägen sollten. Orsi besuchte das Gymnasium in Rovereto, auf dem er sich mit den Zeitgenossen Ettore Tolomei und Federico Halbherr anfreundete.
Orsi entwickelte bereits früh sein Interesse für die Archäologie, das auch seiner Umgebung nicht verborgen blieb. 1875, er war noch keine 16 Jahre alt, erhielt er vom städtischen Museum seiner Heimatstadt den Auftrag, sich der archäologischen Abteilung des Museums anzunehmen. Vier Jahre später wurde er zum Kurator des Museums ernannt, eine Aufgabe, die er zeitweise mit Federico Halbherr teilte und bis zu seinem Lebensende erfüllte.
Ab 1877 studierte er Alte Geschichte und Klassische Archäologie zunächst an der Universität Padua, anschließend an der Universität Wien bei Otto Benndorf und Otto Hirschfeld sowie der Universität La Sapienza in Rom bei Luigi Pigorini. 1882 wurde Orsi in Padua promoviert. Er strebte jedoch keine Universitätskarriere an, sondern konzentrierte sich auf die Arbeit vor Ort bei Ausgrabungen. Noch vor seiner Promotion veröffentlichte er 1878 im Alter von 19 Jahren seine erste Arbeit über historische Inschriften in Südtirol, dem heutigen Trentino. Zwischen 1881 und 1882 leitete er im Auftrag des städtischen Museums von Rovereto die Grabungen an der Grotta del Colombo und am Busa dell’Adamo, zwei Fundplätzen aus der Mittelstein- und der Bronzezeit, dabei griff er bei den Grabungen als erster im Trentino auf die stratigraphische Grabungsmethode zurück.
1884 gab er seine österreichische Staatsbürgerschaft auf und wurde italienischer Staatsbürger. Noch im gleichen Jahr begann er seine Karriere als Beamter der Antikensammlungen und Schöne Künste im Königreich Italien. Orsi arbeitete zunächst in der Generaldirektion in Rom, später in der Nationalbibliothek in Florenz. Nach seiner Ernennung zum Inspekteur für Grabungen, Museen und Galerien des Königreichs ging er 1888 zum Archäologischen Museum nach Syrakus auf Sizilien.
In der Folge widmete er sich vor allem den prähistorischen Fundstätten und war maßgeblich an der Erforschung der Stentinello-Kultur beteiligt.
Von 1895 bis 1934 war Orsi Direktor des Archäologischen Museums in Syrakus, das ihm zu Ehren heute den Namen Museo Archeologico Regionale „Paolo Orsi“ trägt. 1909 war er Mitbegründer der Società Italiana di Archeologia. Der Accademia dei Lincei gehörte er seit 1896 an. 1904 wurde er zum korrespondierenden Mitglied der Göttinger Akademie der Wissenschaften gewählt. 1908 wurde er korrespondierendes Mitglied der Accademia delle Scienze di Torino und 1931 auswärtiges Mitglied der Académie des Inscriptions et Belles-Lettres. Außerdem war er Mitglied der Accademia degli Agiati in seiner Heimatstadt. 1924 wurde er zum Senator des Königreichs ernannt.

## Werke (Auswahl)
- Gela: Scavi del 1900–1905. Rom 1906
- Templum Apollinis Alaei, Rom 1934
- Sicilia Bizantina, Tivoli 1942

## Ausgrabungen (Auswahl)
- Busa dell’Adamo
- Dolmen auf dem Monte Bubbonia
- Grotta del Colombo